# Ханссон, Сигфрид
Ханс Сигфрид Ханссон (швед. Hans Sigfrid Hansson; 18 января 1901, Гордстонга, Мальмёхус — 13 ноября 1971, Лимхамн, Мальмёхус) — шведский борец вольного и греко-римского стилей. Участник летних Олимпийских игр 1924 года, чемпион Европы по греко-римской борьбе 1926 года.

## Биография
Сигфрид Ханссон родился 18 января 1901 года в шведской деревне Гордстонга.
Выступал в соревнованиях по борьбе за «Кернан» из Мальмё.
В 1924 году вошёл в состав сборной Швеции на летних Олимпийских играх в Париже. В греко-римской борьбе занял 4-е место в весовой категории до 58 кг. В первом раунде решением судей уступил Ансельму Альфорсу из Финляндии, второй раунд пропустил, в третьем решением судей выиграл у Йожефа Ташнади из Венгрии, в четвёртом — Адольфа Хершмана из Австрии, в пятом уступил Эдуарду Пютсепу из Эстонии. В вольной борьбе в весовой категории до 61 кг во втором раунде решением судей проиграл будущему серебряному призёру Чету Ньютону из США и выбыл из соревнований.
В 1925 году стал чемпионом Северной Европы по греко-римской борьбе в Копенгагене в весовой категории до 58 кг.
В 1926 году завоевал золотую медаль чемпионата Европы по греко-римской борьбе в Риге в весовой категории до 58 кг.
Умер 13 ноября 1971 года в шведском городе Лимхамн.